# Jella Haase
Jella Haase (Berlin, 1992. október 27. –) német színésznő.

## Filmográfia

### Mozi
- 2011: Lollipop Monster
- 2011: Kriegerin
- 2011: Männerherzen … und die ganz ganz große Liebe
- 2012: Ruhm
- 2013: Puppe
- 2013: König von Deutschland
- 2013: Fák jú, Tanár úr! (Fack ju Göhte)
- 2015: Fák jú, Tanár úr! 2. (Fack ju Göhte 2)
- 2015: 4 Könige
- 2015: Heidi
- 2016: Looping
- 2016: Nirgendwo
- 2017: Fák jú, Tanár úr! 3. (Fack ju Göhte 3)
- 2018: Vielmachglas
- 2018: 25 km/h – Féktelen száguldás
- 2019: Die Goldfische
- 2019: Kidnapping Stella
- 2019: Get Lucky – Sex verändert alles
- 2019: Das perfekte Geheimnis
- 2020: Kokon
- 2020: Berlin, Alexanderplatz

### TV-filmek
- 2009: Mama kommt!
- 2009: Liebe in anderen Umständen
- 2009: A rendőrség száma 110, Tod im Atelier epizód
- 2010: A rendőrség száma 110, Einer von uns epizód
- 2010: Meine Familie bringt mich um
- 2011: Hannah Mangold & Lucy Palm
- 2013: Tetthely, Puppenspieler epizód
- 2013: Hannah Mangold & Lucy Palm − Tod im Wald
- 2013: Eine verhängnisvolle Nacht
- 2013: Az aranylúd (Die goldene Gans)
- 2014: Helen Dorn, Unter Kontrolle epizód
- 2015: Die Klasse – Berlin ’61
- 2016: Tetthely, Auf einen Schlag epizód
- 2017: Das Leben danach
- 2022: Kleo

## Fordítás
- Ez a szócikk részben vagy egészben  a   Jella Haase című német Wikipédia-szócikk fordításán alapul.  Az eredeti cikk szerkesztőit annak laptörténete sorolja fel. Ez a jelzés csupán a megfogalmazás eredetét és a szerzői jogokat jelzi, nem szolgál a cikkben szereplő információk forrásmegjelöléseként.